# Eunicea
Eunicea is een geslacht van neteldieren uit de klasse van de Anthozoa (bloemdieren).

## Soorten
- Eunicea aspera Duchassaing & Michelotti, 1860
- Eunicea asperula Milne Edwards & Haime, 1857
- Eunicea calyculata (Ellis & Solander, 1786)
- Eunicea castelnaudi Milne Edwards & Haime, 1857
- Eunicea citrina Valenciennes, 1855
- Eunicea clavigera Bayer, 1961
- Eunicea distans Duchassaing & Michelotti, 1860
- Eunicea echinata Valenciennes, 1855
- Eunicea esperi Duchassaing & Michelotti, 1860
- Eunicea flexuosa (Lamouroux, 1821)
- Eunicea fusca Duchassaing & Michelotti, 1860
- Eunicea gracilis Valenciennes, 1855
- Eunicea heteropora (Lamarck, 1816)
- Eunicea hicksoni Stiasny, 1935
- Eunicea hirta Duchassaing & Michelotti, 1860
- Eunicea humilis Milne Edwards, 1857
- Eunicea inexpectata Stiasny, 1939
- Eunicea knighti Bayer, 1961
- Eunicea laciniata Duchassaing & Michelotti, 1860
- Eunicea laxispica (Lamarck, 1815)
- Eunicea lugubris Duchassaing & Michelotti, 1860
- Eunicea madrepora (Dana, 1846)
- Eunicea mammosa Lamouroux, 1816
- Eunicea multicauda (Lamarck, 1816)
- Eunicea pallida Garcia Parrado & Alcolado, 1996
- Eunicea palmeri Bayer, 1961
- Eunicea pinta Bayer & Deichmann, 1958
- Eunicea sayoti Duchassaing & Michelotti, 1860
- Eunicea sparsiflora Kunze, 1916
- Eunicea stromyeri Duchassaing & Michelotti, 1860
- Eunicea succinea (Pallas, 1766)
- Eunicea tayrona Sánchez, 2009
- Eunicea tourneforti Milne Edwards & Haime, 1857
- Eunicea turgida Ehrenberg, 1834